# Bebedero (Costa Rica)
Bebedero es un distrito del cantón de Cañas, en la provincia de Guanacaste, de Costa Rica.

## Historia
Bebedero fue creado el 30 de noviembre de 1995 por medio de Decreto Ejecutivo 24809-G. Segregado de Cañas.

## Geografía
Bebedero cuenta con un área de 58,06 km² y una altitud media de 7 m s. n. m.

## Demografía
Para el año 2022, Bebedero cuenta con una población estimada de 2760 habitantes, y para el último censo efectuado, en 2011, Bebedero contaba con una población de 2084 habitantes.

## Localidades
- Barrios: Loma.
- Poblados: Coopetaboga, Taboga (parte).

## Transporte

### Carreteras
Al distrito lo atraviesan las siguientes rutas nacionales de carretera:
- Ruta nacional 923
- Ruta nacional 930